# Trachinotus ovatus
La leccia stella (Trachinotus ovatus [Linnaeus, 1758), conosciuta anche come Leccia stellata, è un pesce osseo di mare appartenente alla famiglia Carangidae.

## Distribuzione e habitat
È diffusa nell'intero mar Mediterraneo e nell'Oceano Atlantico orientale tra La Manica e l'Africa tropicale. Molto raramente è stata trovata a nord fino a Svezia e Norvegia. Nelle acque italiane è molto comune.
È pelagica ma prettamente costiera, si trova di solito su substrati sabbiosi ma non è un imperativo. In inverno sta più al largo.

## Descrizione
Ha corpo ovoidale, compresso lateralmente, con bocca piccola ed occhi piuttosto grandi rispetto alla leccia. Le pinne anale e prima dorsale sono simmetriche ed opposte, la coda profondamente falcata. Il colore è bianco madreperlaceo con 3-5 macchie ovali più scure sui fianchi e con le punte delle pinne nere.
Raramente raggiunge i 50 cm di lunghezza con un massimo di 2 kg.

## Alimentazione
Basata su piccoli pesci, in particolare lattarini, che caccia anche vicino a riva. La sua tecnica si basa sul gettarsi nel banco e dibattersi quando afferra una preda. I pesci nel disperato tentativo di confondere la leccia saltano fuori dall'acqua.

## Pesca
Si cattura con varie tecniche, soprattutto la traina, lo spinning e il surf casting sia con esche naturali che artificiali. Le carni sono ottime.

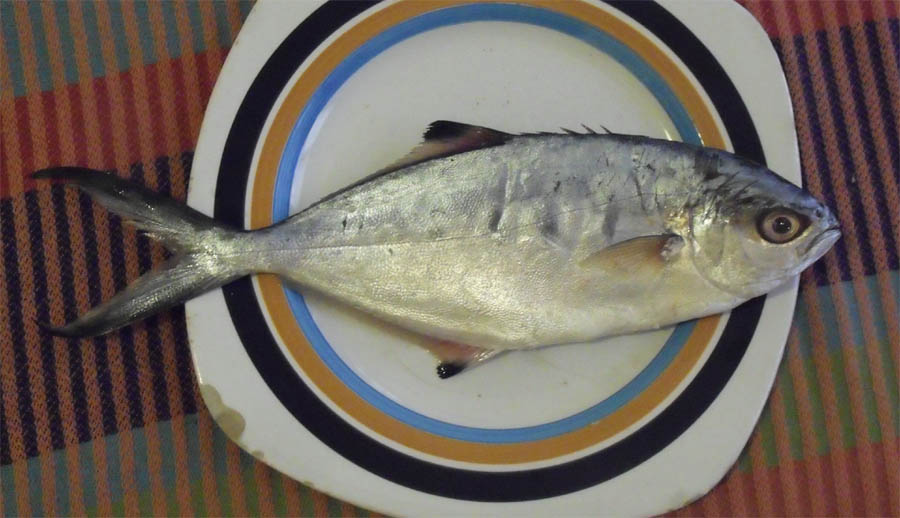
Esemplare proveniente dal mar Tirreno